# روكي دي لا كروز
روكي دي لا كروز (بالإسبانية: Roque de la Cruz)‏ ولد بتاريخ 13 ديسمبر 1964 في ثينيثاتي، إسبانيا، هو دراج إسباني سابق.

## روابط خارجية
- روكي دي لا كروز على موقع أرشيف الدراجات (الإنجليزية)
- روكي دي لا كروز على موقع إحصائيات الدراجات الإحترافية (الإنجليزية)